# Sergio Rosas Romero
Isaac Sergio Rosas Romero (Ciudad de México, 3 de junio de 1940 - 11 de septiembre de 2005) fue un abogado mexicano. Fue el segundo Director de la entonces ENEP Aragón, actualmente, Facultad de Estudios Superiores Aragón, durante el periodo de 1978 a 1986. Durante su gestión se construyó en su mayoría la infraestructura inmobiliaria que actualmente tiene dicho campus universitario.
Egresado de la Facultad de Derecho, en 1962, mediante su tesis profesional "El Uxorcidio", asesorada por el maestro Adolfo Martínez del Valle. Obtuvo la Maestría Honoris Causa por la Universidad Autónoma de Querétaro, también fue profesor visitante en la Universidad Autónoma de Tamaulipas, Campus Tampico y del Colegio Anáhuac, en Tulancingo, en el área de Posgrado. Fue Juez Penal en Coyoacán, así como también Juez Vigésimo Quinto del Distrito Federal.

## Administración de la ENEP Aragón
Electo por la Junta de Gobierno de la UNAM el 20 de febrero de 1978 por la terna compuesta por el Arq. Darío Calderón Guzmán y el Lic. Elios Padilla Zazueta; tras la renuncia del primer Director del Campus, Ing. Pablo Ortiz Macedo

Durante su administración, se llevó a cabo la construcción de la mayoría de los edificios que actualmente componen el Campus, así como la ampliación de la Biblioteca y el Auditorio José Vasconcelos, llamado popularmente, el "Elefante Blanco". 
En 1982 inauguró la escultura de Mathias Goeritz más conocida como las "Torres" de Aragón. En 1983 fue inaugurada la Bolsa de Trabajo de la ENEP Aragón.
En 1984 llevó a cabo la entrega de "Los Mejores Trabajos Escolares de Investigación".

### Intercambio académico
En 1979, el plantel fue visitado por el ministro de Comercio de Austria Gernot H. Holler y el Delegado Comercial Franz Dorn; Et.Al, en un ciclo de coferencias sobre la tecnología austriaca.

En 1980 la Escuela recibió la visita de una Delegación del Gobierno de la República Popular de Polonia, con el propósito de establecer convenios de colaboración de derecho de administración pública, al igual que miembros de organismos regionales de la Organización de Estados Americanos OEA, quienes visitaron la Escuela para estudiar la descentralización del sistema de descentralización educativa de la UNAM. En ese mismo año, fue inaugurada la Librería del Campus, así como también el plantel recibió del Gobierno de Venezuela, por conducto de su embajador José Neri una donación de libros que incrementó el acervo de la biblioteca.

El Ballet Folklórico de la Escuela viajó a Wisconsin en los Estados Unidos de América, donde tuvo diversas presentaciones artísticas.

### Situación Política
El clima de la efervecencia estudiantil prevaleciente desde los años setenta, generó una amplia politización en los alumnos, profesores y trabajadores que hicieron difícil la etapa inicial del funcionamiento del Campus. Recién inaugurada la escuela, tuvo que enfrentar diversos conflictos estudiantiles como lo fue la huelga de 1977 (de junio a septiembre), que originó la renuncia del primer Director de la ENEP Aragón, Ing. Pablo Ortiz Macedo.
Durante los primeros años de vida de la escuela, se creó y se consolidó la infraestructura de la escuela, sin embargo, su administración ha sido calificada como autoritaria, lo que dio pauta a sinnúmero de protestas y movilizaciones, que culminarón con la segunda huelga estudiantil que estalló en la tercera semana de junio de 1984 y que terminó a finales de octubre de ese mismo año.

## Obra Júrídica
Entre algunas de sus publicaciones figuran: La defensa Jurídica. Camino a la Libertad, Consideraciones en torno al Corpus Delicti, editados por la ENEP Aragón; así como también el Procedimiento Penal, El Ministerio Público, Criminología, Glosario de Derechos Humanos, así como trabajo denominado "Tesis por Investigación", con el cual realizó con diversos estudiantes egresados de la carrera de derecho, su proyecto de investigación denominado "Delito y Delincuente", a través del cual logró asesorar a más de cien tesistas para la obtención de su título profesional de Licenciado en Derecho.

Falleció en la Ciudad de México el 11 de septiembre de 2005.